# Parafia św. Jana Chrzciciela w Brennej
Parafia św. Jana Chrzciciela w Brennej – parafia rzymskokatolicki w dekanacie skoczowskim, obejmuje większość obszaru Brennej. W 2005 zamieszkiwało ją ok. 4000 katolików. Utworzona w roku 1784 i należała do dekanatu bielskiego. W 1804 roku weszła w skład powstałego w 1777 dekanatu skoczowskiego. 

## Historia
Od początku powstania Brennej (XV wiek) pieczę duszpasterską nad miejscowymi mieszkańcami sprawowała parafia w Grodźcu Śląskim. Parafię tę po raz pierwszy odnotowano w spisie świętopietrza z roku 1447. W XVII wieku mieszkańcy Brennej uczęszczali do kościoła w Górkach Wielkich, który był kościołem filialnym parafii grodzieckiej. Pierwsza wzmianka o wybudowaniu drewnianej kaplicy w Brennej pochodzi z 1719 roku. Jej patronem został św. Jan Chrzciciel, a pierwszym duszpasterzem jezuita ks. Józef Roeller. Z czasem kaplica uległa ruinie, więc w 1762 roku została na nowo zbudowana przez ks. Franciszka Hirchenhanna. Na mocy polityki wyznaniowej prowadzonej przez cesarza Józefa II w 1784 roku utworzono parafię w Brennej, a pierwszym proboszczem został ks. Karol Szlosarek. 23 grudnia 1792 nadeszła zgoda władz na budowę nowego kościoła, który został poświęcony 21 sierpnia 1796. Kościół ten jest obecnie kościołem parafialnym.

## Proboszczowie parafii
- ks. Karol Szlosarek (1 listopada 1785 - grudnia 1817)
- ks. Sebastian Niczewski (30 marca 1818 - 23 stycznia 1832)
- ks. Mikołaj Bahr (22 czerwca 1832 - 13 grudnia 1838)
- ks. Józef Palarczyk (18 kwietnia 1839 - 30 listopada 1853)
- ks. Karol Wolny (19 lutego 1854 - lipca 1870)
- ks. Marcin Kafka (1870 - 1878)
- ks. Henryk Dziekan (4 listopada 1878 - 26 lutego 1888)
- ks. Józef Ferfecki (15 lipca 1888 - 19 kwietnia 1910)
- ks. Jan Skulina (24 lipca 1910 - 1 września 1935)
- ks. Rudolf Juroszek (30 sierpnia 1935 - 20 grudnia 1967)
- ks. Alfons Chmiel (21 grudnia 1967 - 31 sierpnia 1989)
- ks. Józef Budniak (1 września 1989 - 3 września 2004)
- ks. Czesław Szwed (4 września 2004 - obecnie)

## Obiekty należące do parafii
- Kościół parafialny pw. św. Jana Chrzciciela w Brennej Centrum
- Kościół pw. św. Melchiora Grodzieckiego w Brennej Lachach
- zabytkowe probostwo przy kościele parafialnym
- cmentarz parafialny wraz z kaplicą

## Kościół pw. św. Jana Chrzciciela
Jest kościołem parafialnym, położony w Brennej Centrum w bliskim sąsiedztwie probostwa i cmentarza. Jest obiektem zabytkowym, zbudowany został w latach 1793-1796, poświęcony 21 sierpnia 1796 roku. Posiada niezwykle bogaty wystrój. W ołtarzu głównym znajduje się obraz Chrztu Pana Jezusa namalowany przez Stanisława Jastrzembskiego z Cieszyna. Inne obrazy tego artysty znajdujące się w tej świątyni to prace przedstawiające: Świętą Rodzinę, Matkę Bożą Szkaplerzną, św. Jana Sarkandra oraz Drogę Krzyżową. Z końca XIX wieku pochodzą rzeźby, przedstawiające św. Józefa z Dzieciątkiem i św. Anny z Matką Bożą, sprowadzone z Monachium. W nawie głównej umieszczona jest XIX wieczna ambona z wizerunkami Ewangelistów i Dobrego Pasterza. Z końca XIX wieku pochodzą ołtarze boczne. Jeden przedstawia Matkę Bożą z Dzieciątkiem, a drugi Gorejące Serce Jezusa. Nad głównym wejściem mieści się chór, na którym znajdują się organy z firmy Rigerów z Karniowa, uruchomione w 1897 roku. W środku nawy głównej zawieszony jest żyrandol z początku XIX wieku, a z tego okresu pochodzi także chrzcielnica. Kościół przeszedł kilka remontów, kolejno w latach: 1913, 1929 (podwyższenie wieży), 1938, 1974, 1996 oraz w latach 2005-2010. W roku 1949 kościół uznano za zabytek.

## Ekumenizm
W czasie gdy proboszczem był ks. dr. Józef Budniak parafia nawiązały kontakty ekumeniczne z parafią Ewangelicko-Augsburską w Brennej na wielu płaszczyznach. Obecnie organizowane są dożynki ekumeniczne skupiające wszystkich mieszkańców Brennej.
Odpust parafialny odbywa się w niedzielę po 24 czerwca, na kiedy przypada wspomnienie św. Jana Chrzciciela. Drugi kościół w parafii obchodzi odpust w pierwszą niedzielę września, na kiedy przypada wspomnienie św. Melchiora Grodzieckiego.
3 maja każdego roku w święto Matki Boskiej Królowej Polski z parafii wyruszają pielgrzymki do sąsiedniego Szczyrku przez Przełęcz Karkoszczonka do kościoła na Górce.

## Galeria

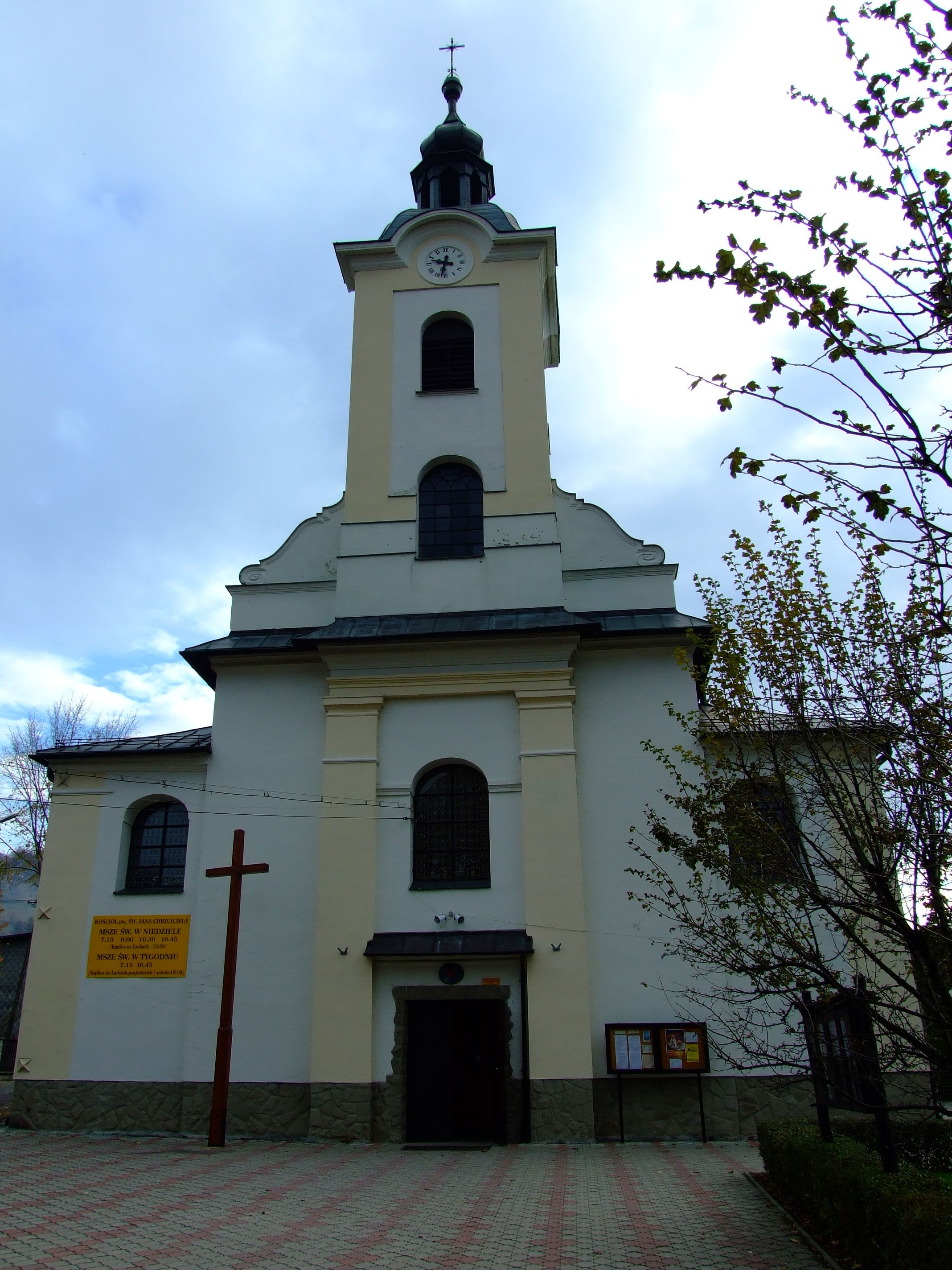
Kościół parafialny
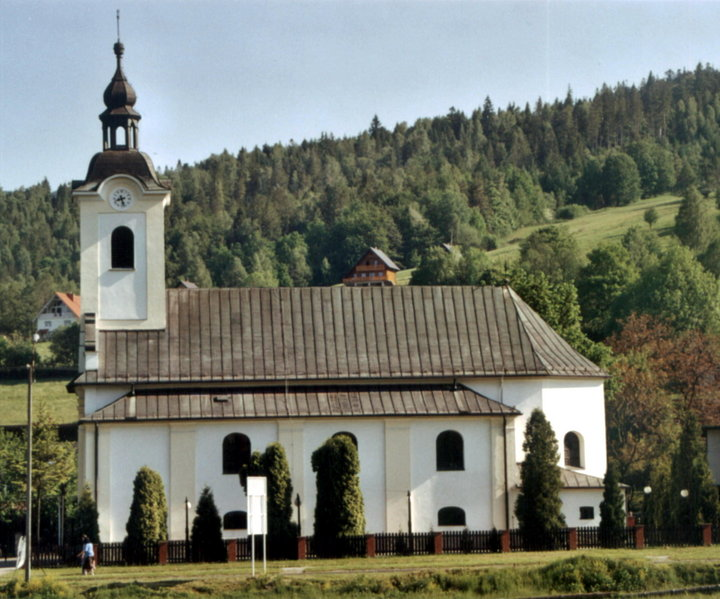
Kościół parafialny
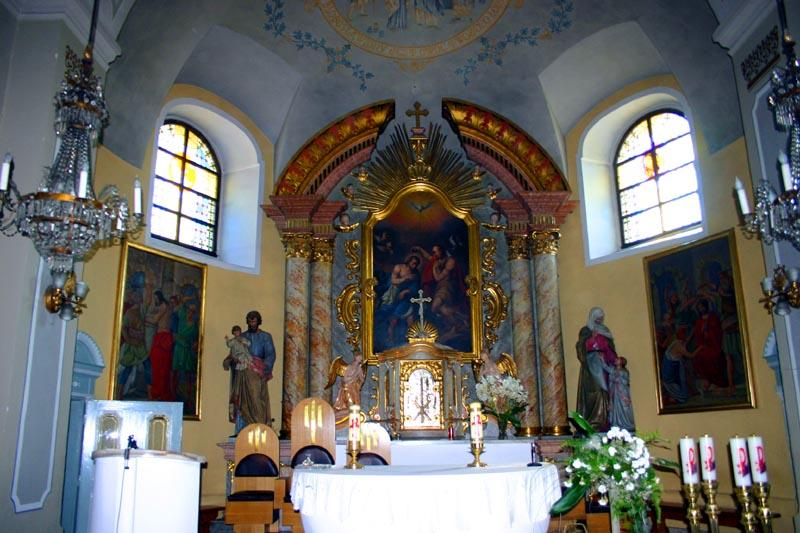
Ołtarz kościoła parafialnego
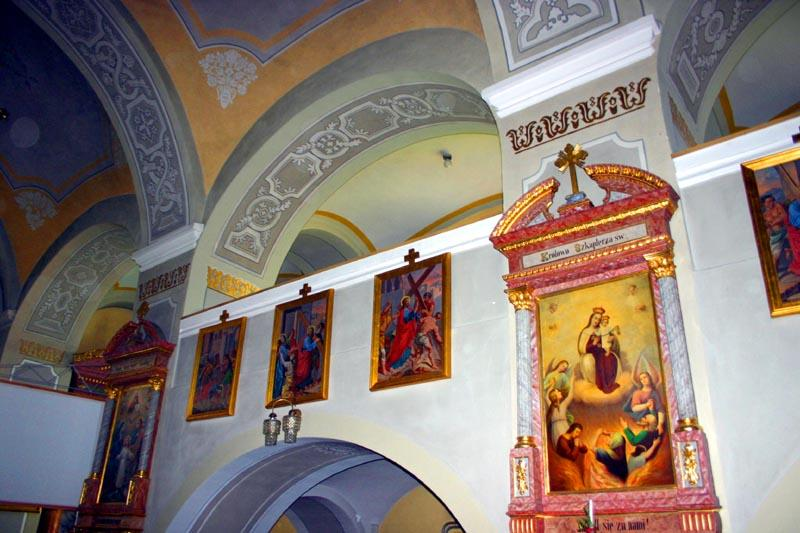
Wnętrze kościoła parafialnego
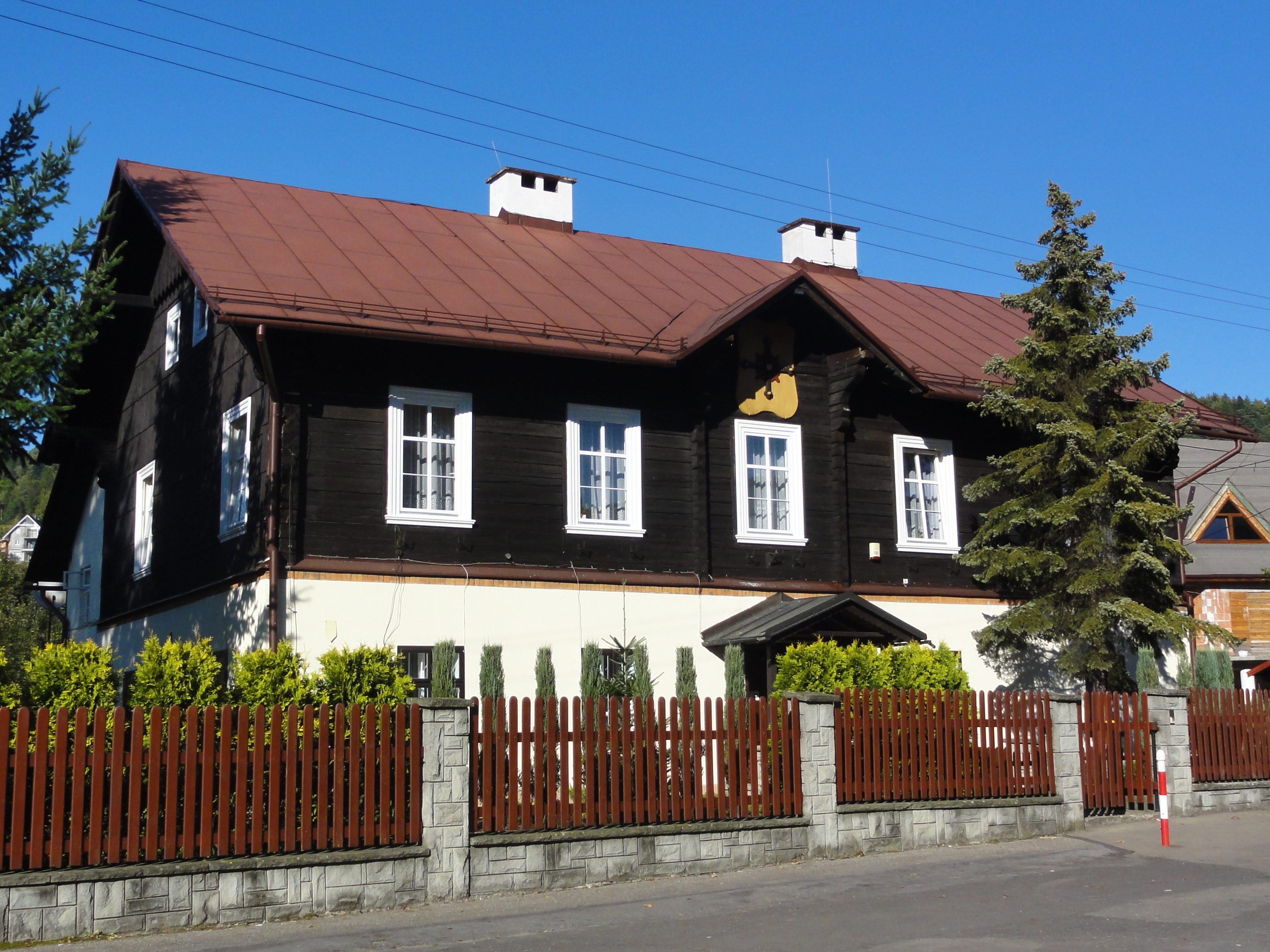
Zabytkowa plebania
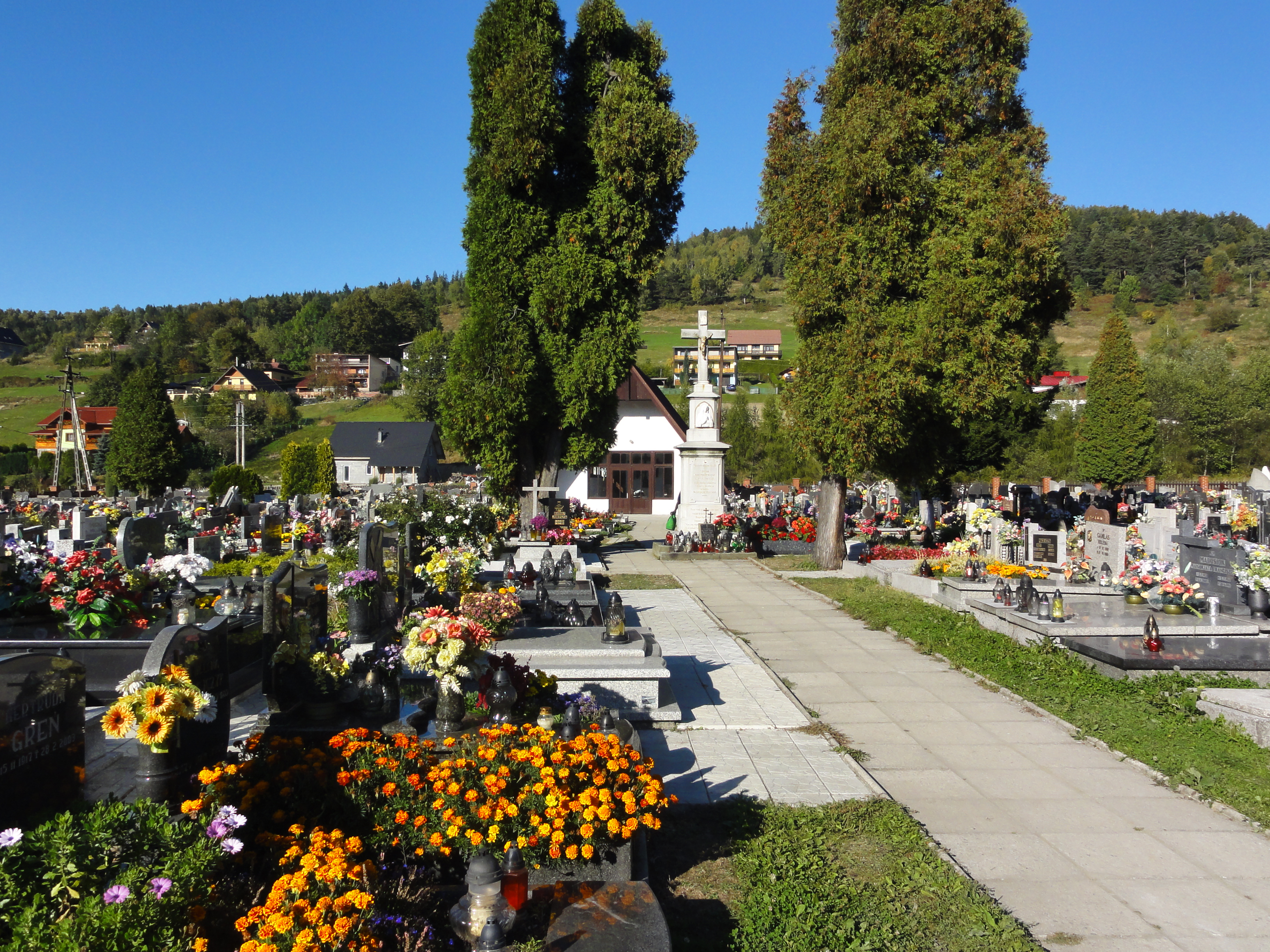
Cmentarz parafialny
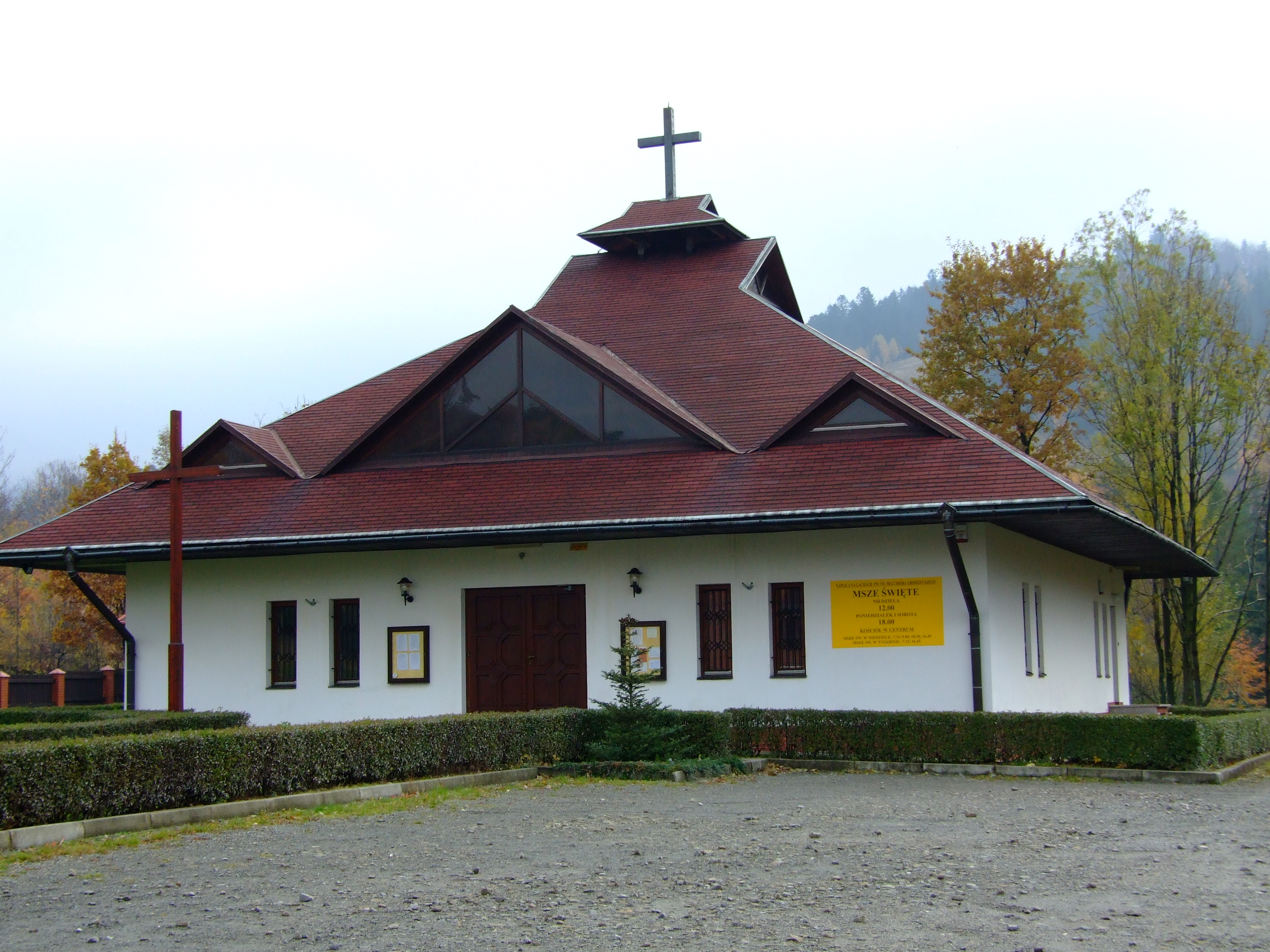
Kościół na Lachach